# Farfisa Polychrome
| Farfisa Polychrome  | Farfisa Polychrome                  |
| Allgemeines         | Allgemeines                         |
| ------------------- | ----------------------------------- |
| Hersteller          | Farfisa                             |
| Typ                 | Streicherkeyboard                   |
| Zeitraum            | 1978–1979                           |
| Technische Daten    |                                     |
| Polyphonie          | vollständig                         |
| Multitimbralität    | ja, vierfach                        |
| Klangsynthese       | analog subtraktiv                   |
| Filter              | Tiefpass                            |
| Envelope            | dreistufig (Attack, Decay, Release) |
| Effekte             | Pitch-Bender, Phaser                |
| Eingabe und Ausgabe |                                     |
| Klaviatur           | 61 Tasten                           |
| Pedale              | Volume-Pedal                        |
| Ext. Synchr.        | keine                               |
| Tonausgabe          | Mono und Kopfhörer                  |

Der Farfisa Polychrome ist ein analoges Streicherkeyboard mit Synthesizer-Funktionen der italienischen Firma Farfisa aus dem Jahr 1978. Das Instrument debütierte die Farfisa-Eigenentwicklung Vocal Chorus, eine komplett analoge Nachbildung eines menschlichen Chors.

## Das Instrument

### Klaviatur und Allgemeines
Der Polychrome ist mit einer 61-tastigen Klaviatur ausgestattet und deckt insgesamt fünf Oktaven ab. Er verfügt über vorgegebene, jedoch beschränkt artikulierbare Klänge, welche mit Druckknöpfen auf der Stirnseite oberhalb der Tastatur auswählbar und in vier Sektionen unterteilt sind, deren Lautstärke einzeln verstellt werden kann. Wie bei Streicherkeyboards der 1970er-Jahre üblich handelt es sich nur um simple Klangnachahmungen, die jedoch das Klangspektrum des realen Vorbildes abbilden sollen. Zudem steht ein Rauschgenerator zur Verfügung, der je auf eine der Sektionen aufgeschaltet werden kann.

### Klangsektionen
Die erste Sektion Percussive enthält kurze, staccatoartige Klänge (Klavier, Honky-Tonk-Klavier, Cembalo, Clavichord, E-Gitarre und Akustikgitarre). Es steht ein Tiefpassfilter mit Cutoff (am Polychrome als Brilliance bezeichnet) und Resonanz (Emphasis) zur Verfügung, der auf die Presets angewendet werden kann. Zudem kann der Decay des Hüllkurvengenerators stufenlos verändert werden.
In der zweiten Sektion Strings steht ein instrumententypischer Streichersound ähnlich dem ARP Solina String Ensemble bereit, der auf drei Oktaven abgestuft ist. Die einzelnen Tonhöhen werden mit Orgel-Fußhöhen beschrieben (4', 8' und 16'). Am Tiefpassfilter kann nur der Cutoff eingestellt werden. Der Hüllkurvengenerator erlaubt die Justierung des Attack und Release stufenlos.
Die dritte Sektion Ensemble bietet generische Bläserklänge (Brass/Blechbläser Reed/Holzbläser) sowie einen Akkordeonklang. Am Tiefpassfilter kann nur der Cutoff eingestellt werden. Der Hüllkurvengenerator erlaubt die Justierung des Attack und Release stufenlos. Am Tiefpassfilter kann Cutoff und Resonanz eingestellt werden, der Hüllkurvengenerator bietet frei justierbaren Attack und Sustain.
Die vierte Sektion Vocal Chorus besteht aus insgesamt drei verschiedenen künstlichen Chorklängen, die sich durch ihre Klangfarbe unterscheiden und nur einzeln ausgewählt werden können. Es steht wieder ein Tiefpassfilter mit Cutoff und Resonanz (hier auch so bezeichnet) sowie ein Hüllkurvengenerator mit Attack und Sustain zur Verfügung. Die von Farfisa selbst entwickelte Chor-Technik wurde später auch in der Heimorgel Farfisa Pergamon verwendet. Durch einen Drehregler rechts neben der Klaviatur kann diese Sektion leicht verstimmt werden, was einen deutlich satteren Klang im Zusammenspiel mit den anderen Klängen ermöglicht.

### Effekte und Funktionen
Der Polychrome verfügt über einen fest eingebauten Phaser, der auf die Percussive, Strings und Ensemble-Sektionen aufschaltbar ist und auch komplett abgeschaltet werden kann. Es kann die Geschwindigkeit sowie die Intensität des Effekts und die Resonanz eingestellt werden. Zudem ist standardmäßig ein Modulationseffekt verbaut, der ebenfalls auf die drei vorher genannten Sektionen angewendet werden kann. Es stehen zwei Geschwindigkeiten zur Verfügung. Sowohl Phaser als auch Modulation können von externen Signalquellen verwendet und in das Klangensemble des Polychrome eingemischt werden, dazu ist das Instrument mit einer Input-Buchse ausgestattet.
Für die Klaviatur ist zudem ein primitiver Aftertouch-Effekt verfügbar, je nach Stärke des Tastendrucks wird die Intensität des Filters auf allen Sektionen gesteuert. Es sind drei Grundstufen wählbar. Mit der Double Octave-Funktion wird jeder gespielte Ton automatisch auch eine Oktave tiefer abgespielt, auch ein Splitting des Keyboards ist möglich – so können verschiedene Sounds unabhängig voneinander auf den zwei Hälften der Klaviatur (Splitpunkt in der Mitte) gespielt werden. Die Zuordnung kann auf Knopfdruck auch invertiert werden. Links neben der Klaviatur befindet sich zudem ein Pitch-Regler. Der Master-Pitch des Gerätes kann durch einen Drehregler auf der linken Gehäuseseite angepasst werden.
Auf der hinteren linken Seite verfügt das Syntorchestra über insgesamt fünf Schnittstellen. Die Tonausgabe erfolgt standardmäßig über eine einzelne 6,35-mm-Buchse, es ist jedoch über eine weitere Buchse möglich den Klang des Vocal Chorus getrennt von den anderen Klängen auszugeben. Es ist auch ein Kopfhöreranschluss vorhanden. Die Lautstärke des Input-Signals, für das ebenfalls eine eigene Buchse vorhanden ist, kann mit einem Potentiometer reguliert werden.
Der Power-Schalter befindet sich ganz rechts auf der Vorderseite des Polychrome und leuchtet bei eingeschaltetem Instrument rot auf. Zudem verfügt das Netzteil über einen eigenen Netzschalter auf der Rückseite.

### Lieferumfang und Gehäuse
Im Lieferumfang enthalten war neben Garantieunterlagen, Handbuch, Reparaturplänen und Notenständer zudem ein Volume-Pedal, welches an der Rückseite angeschlossen werden konnte und ähnlich einem Schwellpedal an einer Orgel die Steuerung der Gesamtlautstärke mit dem Fuß ermöglichte. Das Netzkabel ist abziehbar – die Buchse befindet sich auf der Rückseite. Ein Schutzblech bzw. Abdeckung für die Oberseite stand nicht zur Verfügung. Es wurden jedoch verschiedene Ledertaschen zum Transport angeboten.
Der Polychrome wurde nur in einer Variante gefertigt und ist ein typisches Beispiel für Keybaord-Design der späten 1970er-Jahre. Das schwarz-graue Plastikgehäuse ist mit goldenem Text bedruckt und an der Seite mit Holzelementen verziert.

## Wirkung
Farfisa versäumte es, das Instrument angemessen zu bewerben, weswegen die Verkaufszahlen gering blieben und die Produktion nach nur einigen hundert Exemplaren eingestellt wurde. Es steht jedoch eine virtuelle Emulation des Polychrome mit leicht erweitertem Funktionsumfang und Originalsamples für den Kontakt-Softwaresampler von Native Instruments zur Verfügung.